# Periballia
Periballia é um género botânico pertencente à família Poaceae.